# Catherine Malabou
Catherine Malabou (Sidi Bel Abbès, 18 giugno 1959) è una filosofa francese.
Le sue opere si focalizzano sul rapporto fra filosofia, neuroscienze e psicoanalisi, nonché sulle nozioni di essenza e differenzialismo nell'ambito del movimento femminista. I suoi testi vertono su Hegel, Freud, Heidegger e Derrida.

## Biografia
Dopo essersi laureata nel 1979 all'École Normale Supérieure Lettres et Sciences Humaines di Fontenay-aux-Roses, nel '94 discusse la tesi di dottorato su Hegel, realizzata con la supervisione di Derrida e pubblicata col titolo L'Avenir de Hegel, Plasticité, temporalité, dialectique.
Iniziò la carriera accademica in qualità di docente all'Università di Paris-Nanterre finché nel 2011 fu nominata ordinario al Centro per la Filosofia Europea Moderna presso l'Università di Kingston, nel Regno Unito. Nel 2017 ottenne l'incarico di docente di letteratura comparata e di studi e lingue europee presso l'Università della California a Irvine. Inoltre, insegnò anche all'European Gradute School di Saas-Fee.
Nel 1999 diede alle stampe con Derrida il volume intitolato La Contre-Allée, nel quale sposò l'approccio decostruttivista ed enfatizzò l'importanza del concetto di plasticità nelle neuroscienze. Questo nuovo orientamento di pensiero fu alla base di altre due pubblicazioni: Que Faire de notre Cerveau?, nel 2004, e Les Nouveaux Blessés, de Freud à la neurologie, penser les traumatismes contemporains, tre anni più tardi. Dopo aver discusso il nesso fra femminismo e politica in Changer de différence, edito nel 2009, nel 2014 firmò  Avant Demain, Épigenèse et rationalit, nel quale approfondì la relazione fra biologia, neuroscienze e filosofia attraverso una rilettura di Kant e una disamina del realismo speculativo.
Nel 2020 la monografia Le Plaisir effacé. Clitoris et pensé descrisse i miti e l'ignoranza relativi alla clitoride, che in Francia iniziò ad essere menzionata nei libri di testo scolastici solamente pochi mesi prima.

## Opere
- Avant demain. Épigenèse et rationalité (Paris: P.U.F., 2014)
  - (traduzione in inglese) Before Tomorrow: Epigenesis and Rationality] (Polity Press, Cambridge, 2016, trad. a cura di Carolyn Shread)
- con Adrian Johnston, Self and Emotional Life: Merging Philosophy, Psychoanalysis, and Neuroscience( Columbia University Press, New York, 2013).
- con Judith Butler, Sois mon corps (Bayard, Parigi, 2010).
  - (traduzione in inglese) You Be My Body For Me, For, Corporeity, Plasticity in Hegel's Phenomenology of Spirit (Blackwell, Londra).
- La Grande Exclusion, l'urgence sociale, thérapie et symptômes (Bayard, Parigi, 2009).
- Changer de différence, le féminin et la question philosophique, (Galilée, Parigi, 2009).
  - (traduzione in inglese) Changing Difference, (Polity Press, Cambridge, 2011, trad. a cura di Carolyn Shread).
- La Chambre du milieu, de Hegel aux neurosciences (Hermann, Parigi, 2009).
- Ontologie de l'accident: Essai sur la plasticité destructrice (Éditions Léo Scheer, Parigi, 2009).
  - (traduzione in inglese) The Ontology of the Accident: An Essay on Destructive Plasticity (Polity Press, Cambridge).
- Les Nouveaux Blessés: de Freud a la neurologie: penser les traumatismes contemporains (Bayard, Parigi, 2007).
  - (traduzione in inglese) The New Wounded: From Neurosis to Brain Damage (Fordham University Press, New York, 2012).
- La Plasticité au soir de l'écriture (Éditions Léo Scheer, Parigi, 2004).
  - (traduzione in inglese) Plasticity at the Dusk of Writing: Dialectic, Destruction, Deconstruction (Columbia University Press, New York, 2009, trad. a cura di Carolyn Shread).
- Que faire de notre cerveau? (Bayard, Parigi, 2004).
  - (traduzione in inglese) What Should We Do With Our Brain? (Fordham University Press, New York, 2009, trad. a cura di Sebastian Rand).
- Le Change Heidegger, du fantastique en philosophie (Éditions Léo Scheer, Parigi, 2004). 
  - ((traduzione in inglese) The Heidegger Change: On the Fantastic in Philosophy (SUNY Press, New York, 2012).
- Plasticité (Éditions Léo Scheer, Parigi, 1999).
- Voyager avec Jacques Derrida – La Contre-allée, con Jacques Derrida (Quinzaine littéraire-Louis Vuitton, Parigi, 1999).
  - (traduzione in inglese)) Counterpath: Traveling with Jacques Derrida (Stanford University Press, Stanford, 2004, trad. a cura di David Wills).
- L'Avenir de Hegel: Plasticité, Temporalité, Dialectique (Paris: Vrin, 1996).
  - (traduzione in inglese) The Future of Hegel: Plasticity, Temporality, and Dialectic (Routledge, New York, 2004, trad. a cura di Lisabeth During).